# Dobropole Pyrzyckie
Dobropole Pyrzyckie [dɔbrɔˈpɔlɛ pɨˈʐɨt͡skʲɛ] (tiếng Đức: Dobberphul)  là một ngôi làng thuộc khu hành chính của Gmina Dolice, thuộc hạt Stargard, West Pomeranian Voivodeship, ở phía tây bắc Ba Lan.
Nó nằm khoảng 26 kilômét (16 mi) về phía đông nam của Stargard và 54 km (34 mi) về phía đông nam của thủ đô khu vực Szczecin.